# Итон, Рик
Ричард Скотт (Рик) Итон (англ. Richard Scott (Ric) Eaton, 7 декабря 1962, Тусон, Аризона — 12 июня 2015, Стоктон, Калифорния) — американский тяжелоатлет. Участник летних Олимпийских игр 1984 года.

## Биография
Рик Итон родился 7 декабря 1962 года в американском городе Тусон в Аризоне.
Учился в колледжах Пайкс-Пик и Дельта.
Начал заниматься тяжёлой атлетикой в 12-летнем возрасте, чтобы набрать силы для занятий американским футболом. Кроме того, во время учёбы в средней школе в Тусоне занимался борьбой.
В 1977-1980 годах выигрывал чемпионат США среди юношей. В 1981 и 1982 годах был победителем Панамериканского чемпионата среди юниоров. В 1982 году занял 4-е место на юниорском чемпионате мира.
Ни разу не выигрывал чемпионат США, однако несколько раз завоёвывал медали другого достоинства.
В 1984 году вошёл в состав сборной США на летних Олимпийских играх в Лос-Анджелесе. В весовой категории до 110 кг занял 6-е место, подняв в сумме двоеборья 352,5 кг (152,5 кг в рывке и 200 кг в толчке) и уступив 37,5 кг завоевавшему золото Норберто Обербургеру из Италии.
Увлекался музыкой и шахматами.
Умер 12 июня 2015 года в американском городе Стоктон в Калифорнии.